# Émile Jonas
Émile Jonas (París, 5 de març de 1827 - Saint-Germain-en-Laye, 21 de maig de 1905) fou un compositor francès del Romanticisme.
Estudià en el Conservatori de París i el 1849 aconseguí el segon premi de Roma. Des de 1847 fins al 1870 fou professor del Conservatori de París i director de música de la sinagoga portuguesa, perquè era d'origen israelita.
Va compondre nombroses operetes a l'estil d'Offenbach com;
- Le duel de Benjamin;
- La parade;
- Le roi boit;
- Les petits prodiges, així com una considerable quantitat de ballables. A més publicà, un Recueil de chants hebraiques, per a ús del culte (1854).